# ゴリアット
ゴリアット（Goliath）は、ドイツ生産・フランス調教の競走馬。主な勝ち鞍は2024年のキングジョージ6世&クイーンエリザベスステークス、エドヴィル賞、コンセイユドパリ賞、2025年のラクープ賞。

## 概要

### 3歳（2023年）
5月23日のサンクルー競馬場の未勝利戦をバウルジャン・ムルザバエフを鞍上にデビューして初勝利を挙げた。
続いて6月30日のクレールフォンテーヌ競馬場の条件戦も勝利して連勝。7月29日のクレールフォンテーヌ賞(L)を勝利して3連勝とした。
その後は9月3日のプランスドランジュ賞(G3)にマキシム・ギュイヨンを背に出走するも4着に敗れた。

### 4歳（2024年）
4月14日のロートシーモア賞(L)にクリスチャン・デムーロを背に出走して2着。続いて5月5日のエドゥヴィル賞(G3)をギュイヨンを背に勝利してグループ競走初制覇を挙げた。
6月2日のシャンティイ大賞(G2)ではウィリアム・ビュイックを背に2番人気で出走して、最後方から追い込むも届かずジュンコの4着。6月22日のハードウィックステークス(G2)ではギュイヨンを背に7番人気で出走して、3番手で追走するも並ぶような位置にいたアイルオブジュラに開かれて3馬身3/4差の2着に敗れた。
7月27日のキングジョージ6世&クイーンエリザベスステークス(G1)ではクリストフ・スミヨンを鞍上に迎えて単勝オッズ26.0倍の7番人気で出走。道中はオーギュストロダンやレベルスロマンスらを見るように5番手で追走。直線でオーギュストロダンとレベルスロマンスが叩き合いを始めるところに持ったままの手応えで並び掛けると、残り2ハロン標識のところから満を持して仕掛けて抜け出す。最後は鞍上のスミヨンが繰り返し振り返り手綱を緩める余裕を見せながらも、追い縋るブルーストッキングに2馬身1/4差を付けて勝利。G1初制覇を完勝で収めた。
次走としてプレップレースとしてオイロパ賞に出走すると表明した。その後はジャパンカップに出走する予定であることを同時に明かしている。ジャパンカップにキングジョージの勝ち馬が当年に来日するのは2009年のコンデュイット以来15年ぶりとなる。
後日調教中、脚に膿瘍ができたため、治療のためにオイロパ賞を回避した。依然としてジャパンカップを目標に調整しているものの、今後については経過次第としている。なお、次戦については10月20日のコンセイユドパリ賞を予定していると同時に語っている。
10月20日、予定通りコンセイユドパリ賞に出走。好スタートを切ると、馬群の前方を終始追走。最後の直線に入ると、馬群から抜け出して先頭争いに代わる。残り200mほどでヘイミッシュとの叩き合いにもつれるも、最後は半馬身差をつけて勝利。陣営は今回のレースでは70〜80%ほどの状態だったとのことで、予定しているジャパンカップに向けて弾みをつけたとした。
なお、ジャパンカップへの参戦理由については、ジャパンカップに出走する日本馬は近年ほどは実力馬がいないこと、現状騸馬の凱旋門賞の出走不可、ブリーダーズカップ・ターフも考えていたものの、デルマー競馬場のコースは本馬には合わないだろうと判断したことを併せて参戦を決めたという。
11月24日、ジャパンカップに臨み、6番人気に支持されたが勝馬のドウデュースから0.5秒差の6着で海外調教馬最先着となった。その後、陣営は香港ヴァーズへの出走を模索したが、来季に備えるためフランスへ帰国した。

### 5歳（2025年）
始動戦は、4月27日に香港のシャティン競馬場で行われたクイーンエリザベス2世カップであった。しかし、レースでは直線で伸びを欠いて9着に大敗。鞍上のスミヨン騎手は、「道中はずっと楽に走っていました。直線を向くところで外に出しましたが、今日はまったく反応がありませんでした」とコメントした。
フランスに帰国して再起を図るべく出走した6月8日のG3ラクープ賞では、スタートから先頭に立つと最後の直線で後続勢を突き放して逃げ切り勝ちを収めた。

## 血統表
| ゴリアットの血統       | ゴリアットの血統                         | ゴリアットの血統                         | （血統表の出典）                         | （血統表の出典）  |
| 父系                   | サドラーズウェルズ系                     | サドラーズウェルズ系                     | サドラーズウェルズ系                     |                   |
| 父 Adlerflug 栗毛 2004 | 父の父In The Wings 鹿毛 1986             | Sadler's Wells                           | Northern Dancer                          | Northern Dancer   |
| 父 Adlerflug 栗毛 2004 | 父の父In The Wings 鹿毛 1986             | Sadler's Wells                           | Fairy Bridge                             |                   |
| 父 Adlerflug 栗毛 2004 | 父の父In The Wings 鹿毛 1986             | High Hawk                                | Shirley Heights                          | Shirley Heights   |
| 父 Adlerflug 栗毛 2004 | 父の父In The Wings 鹿毛 1986             | High Hawk                                | Sunbittern                               |                   |
| 父 Adlerflug 栗毛 2004 | 父の母Aiyana 鹿毛 1993                   | *ラストタイクーン                        | *トライマイベスト                        | *トライマイベスト |
| 父 Adlerflug 栗毛 2004 | 父の母Aiyana 鹿毛 1993                   | *ラストタイクーン                        | Mill Princess                            |                   |
| 父 Adlerflug 栗毛 2004 | 父の母Aiyana 鹿毛 1993                   | Alya                                     | Lombard                                  | Lombard           |
| 父 Adlerflug 栗毛 2004 | 父の母Aiyana 鹿毛 1993                   | Alya                                     | Anatevka                                 |                   |
| 母 Gouache 鹿毛 2012   | 母の父Shamardal 鹿毛 2002                | Giant's Causeway                         | Storm Cat                                | Storm Cat         |
| 母 Gouache 鹿毛 2012   | 母の父Shamardal 鹿毛 2002                | Giant's Causeway                         | Mariah's Storm                           |                   |
| 母 Gouache 鹿毛 2012   | 母の父Shamardal 鹿毛 2002                | Helsinki                                 | Machiavellian                            | Machiavellian     |
| 母 Gouache 鹿毛 2012   | 母の父Shamardal 鹿毛 2002                | Helsinki                                 | Helen Street                             |                   |
| 母 Gouache 鹿毛 2012   | 母の母Guantana 鹿毛 2005                 | Dynaformer                               | Roberto                                  | Roberto           |
| 母 Gouache 鹿毛 2012   | 母の母Guantana 鹿毛 2005                 | Dynaformer                               | Andover Way                              |                   |
| 母 Gouache 鹿毛 2012   | 母の母Guantana 鹿毛 2005                 | Guadalupe                                | Monsun                                   | Monsun            |
| 母 Gouache 鹿毛 2012   | 母の母Guantana 鹿毛 2005                 | Guadalupe                                | Guernica                                 |                   |
| 母系(F-No.)            | (FN:22-d)                                | (FN:22-d)                                | (FN:22-d)                                |                   |
| 5代内の近親交配        | Northern Dancer：S4×S5、Mill Reef：S5xS5 | Northern Dancer：S4×S5、Mill Reef：S5xS5 | Northern Dancer：S4×S5、Mill Reef：S5xS5 |                   |